# Suipacha (Buenos Aires)
Suipacha is een plaats in het Argentijnse bestuurlijke gebied Suipacha in de provincie Buenos Aires. De plaats telt 7.149 inwoners.